# شفيق جلال
شفيق جلال (15 يناير 1929 - 15 فبراير 2000)، مغني مصري.

## حياته
شفيق جلال عبد الله حسين البهنساوي مواليد الدرب الأحمر بمدينة القاهرة. توفي 15 فبراير 2000 بعمر 71 عاماً.
شارك بالغناء والتمثيل في الأعمال السينمائية والمسرحية،

## أشهر أغانيه
- شيخ البلد
- موال الصبر
- أمونة أماني
- عمران وبهانه
- بنت بحري
- بنت الحارة يا بنت الحارة
- يا حسرة عليها

## برامج غنائية
- أوبريت المعرض
- أنوار
- القاهرة
- أوبريت الليلة الكبيرة
- أوبريت الزفة
- تفاريح
- رحلة شباب
- رمضان كريم
- زفة العروسة
- عين الغزلان
- أمونة

## فيلموجرافيا
- زنقة الستات (فيلم) (1999)
- الدلالة (فيلم) (1992)
- كابوريا (فيلم) (1990)
- فضيحة العمر (فيلم) (1989)
- نوارة والوحش (فيلم) (1987)
- حادي بادي (1984)
- المناسبات(1988)
- ليال (فيلم) (1982)
- رجال لا يعرفون الحب (فيلم) (1979)
- العمر لحظة (فيلم) (1978)
- حافية على جسر الذهب (فيلم) (1977)
- شلة الأنس (فيلم) (1976)
- ممنوع في ليلة الدخلة (فيلم) (1976)
- الدموع الساخنة (فيلم) (1976)
- وبالوالدين إحسانا (فيلم) (1976)
- بديعة مصابني (فيلم) (1975)
- البحث عن المتاعب (فيلم) (1975)
- بمبة كشر (1974)
- حكايتي مع الزمان (فيلم) (1973)
- خلي بالك من زوزو (فيلم) (1972)
- نشال رغم أنفه (فيلم) (1969)
- غازية من سنباط (فيلم) (1967)
- الآنسة حنفي (1954)
- العاشق المحروم (فيلم) (1954)
- عبيد المال (فيلم) (1953)
- النمر (فيلم) (1952)
- ريا وسكينة (فيلم 1953) (1952)
- قليل البخت (فيلم) (1952)
- عودة طاقية الإخفاء (فيلم) (1946)
- المرايات (فيلم) (1900)

## روابط خارجية
- شفيق جلال على موقع IMDb (الإنجليزية)
- شفيق جلال على موقع الدهليز
- شفيق جلال على موقع قاعدة بيانات الأفلام العربية
- شفيق جلال على موقع ديسكوغز (الإنجليزية)
- شفيق جلال على موقع قاعدة بيانات الفيلم (الإنجليزية)